# Trois-Rivières en blues
 (mars 2019).
Trois-Rivières en blues est un festival de musique blues d’une durée de trois jours qui a lieu tous les ans vers la troisième semaine d'août dans la ville de Trois-Rivières au Québec (Canada) depuis sa fondation en 2009. Il est chapeauté par la Corporation des événements de Trois-Rivières.

## Artistes invités

### 2009
- Jim Zeller
- Steve Hill and The Majestiks
- Angel Forest
- Bob Walsh
- autres

### 2010

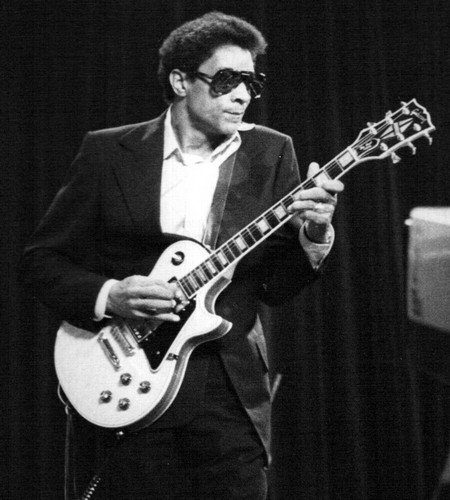
Le guitariste et chanteur de Chicago Blues Hubert Sumlin à Montreux en Suisse.

- Nanette Workman
- Hubert Sumlin
- autres

### 2011
- Bob Harrison
- Anthony Gomes
- Diunna Greenleaf (en)
- autres

### 2012
- Lucky Peterson
- Eric Sardinas
- Big Sam's Funky Nation
- Thornetta Davis (en)
- autres

### 2013
- Ana Popović
- Popa Chubby
- autres

### 2014

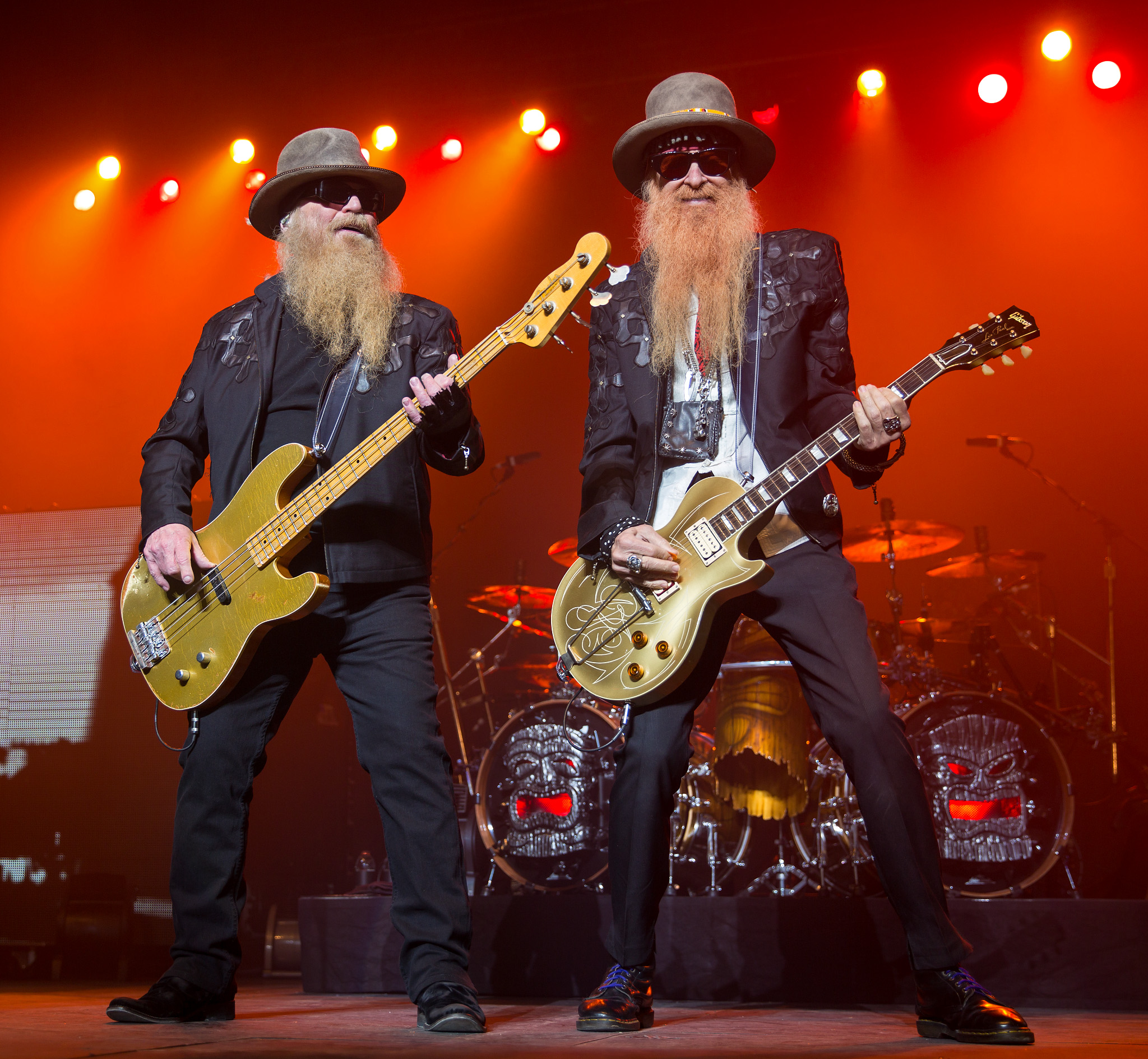
ZZ Top à San Antonio, Texas.

- Tommy Castro (en)
- David Shelley (en)
- Steve Strongman (en)
- autres

### 2015
- Alvin Youngblood Hart (en)
- Keb' Mo'
- Tinsley Ellis
- Blackberry Smoke (en)
- ZZ Top
- autres

### 2016
- J.Kay & Steppenwolf
- Colin James
- Tinsley Ellis
- Kenny Wayne Shepherd
- autres

### 2017
- Styx
- Jonny Lang
- Mavis Staples
- Walter Trout
- autres